# اورخوف (ناحیه ژدار ناد سازاوو)
اورخوف (به چکی: Ořechov) یک منطقهٔ مسکونی در جمهوری چک است که در ناحیه ژدار ناد سازاووو واقع شده‌است. اورخوف ۵٫۳۳ کیلومتر مربع مساحت و ۳۱۶ نفر جمعیت دارد و ۵۴۹ متر بالاتر از سطح دریا واقع شده‌است.